# Desa Jatilawang (administrativ by i Indonesien, lat -7,30, long 110,62)
Desa Jatilawang är en administrativ by i Indonesien.   Den ligger i provinsen Jawa Tengah, i den västra delen av landet, 400 km öster om huvudstaden Jakarta.